# Голод в Крыму (1921—1923)
Голод в Крыму (1921—1923) — массовый голод на территории Крымской АССР и Северного Причерноморья (территории бывшей Таврической губернии). Причинами голода стали последствия гражданской войны и неудачная большевистская экономическая политика. Первые признаки голода появились во второй половине 1921 года. Был организован специальный орган — Центральная республиканская комиссия помощи голодающим — Крым ЦК Помгол. Борьба с голодом велась с помощью внутреннего перераспределения и введения пайков, с помощью пожертвований, конфискацией ценностей религиозных конфессий, организацией приютов для сирот и пунктов питания. Однако эти меры недостаточно сработали в сельской местности — главном очаге голода. С весны 1922 года к помощи подключились международные организации. Всего за время голода по разным оценкам умерло около 100 тысяч человек, большинство из которых были крестьянами, а по национальному составу наибольшие жертвы пришлись на крымских татар.

## Предпосылки
В ноябре 1920 года большевики полностью захватили Крым, одержав победу в гражданской войне в европейской России. Установление новой власти на полуострове проходило параллельно проведению политики «красного террора» и «военного коммунизма». Главными причинами будущего голода в Крыму стали как последствия гражданской войны, так и проводимая большевиками экономическая политика, включавшая конфискации имущества. Большевик Мирсаид Султан-Галиев в докладной записке указывал, что военные части, прибывавшие на полуостров «питались за счёт Крыма и каждая из частей, покидая Крым, увозила с собой очень большое количество „трофейных продуктов“». В довоенное время в Симферополе проживало 80 тысяч человек, а после прибытия 4-й армии в городе находилось уже около 200 тысяч человек.
Проходящее с экономикой Крыма при большевиках хорошо иллюстрируют записи в дневнике артистки Евфалии Хатаевой. Так в декабре 1920 года она писала о большом выборе на симферопольском базаре, а уже в январе 1921 года отмечала большую дороговизну товаров, исчезновении базара как такового и отсутствия каких-либо пайков. Городской базар Симферополя был закрыт Особым отделом 4-й армии после публикации решений X съезда РКП(б) в местной прессе.
Во время продразвёрстки в 1921 году у населения было изъято 2 миллиона пудов продовольственного хлеба, 2,4 миллиона пудов кормовых культур, 80 тысяч голов скота, 400 тысяч пудов фуража. Весной 1921 года проходила конфискация посевного фонда. Продразвёрстка, отменённая центральными органами советской власти в марте 1921 года, была заменена продналогом на полуострове только к 1 июня приказом Крымревкома.

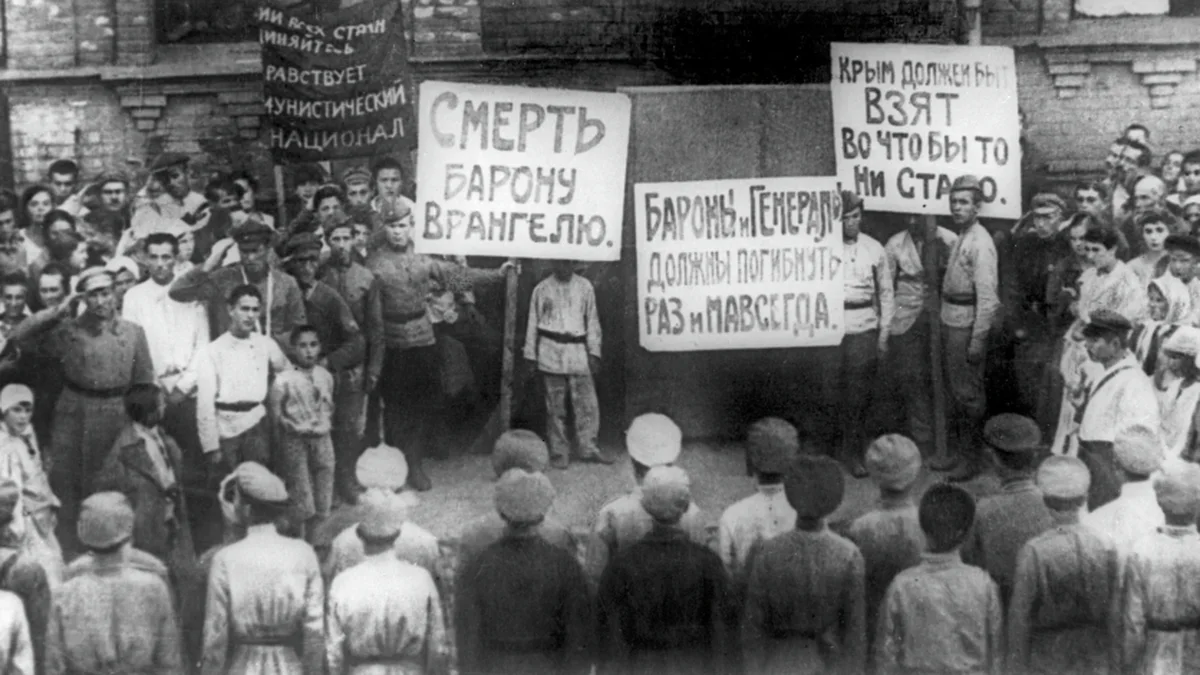
Митинг красноармейцев-комсомольцев в 1920 году. Лозунги на плакатах: «Крым должен быть взят во что бы то ни стало», «Бароны и генералы должны погибнуть раз и навсегда»

Центральное руководство в Москве опиралось на завышенные данные о наличие в Крыму продовольствия. Изъятие хлеба проходило на основе многократно завышенных цифр, тем самым разоряя крестьянство, что приводило к восстаниям, отмечавшимся на юге полуострова. Беспартийная татарская конференция по докладу председателя Центрального исполнительного комитета Крымской АССР Юрия Гавена впоследствии начнёт искать виновных в подаче завышенных статистических сведений о том, что на полуострове имеется 9 миллионов пудов хлеба, тогда как как на самом деле Крым располагал 2 миллионами".
Народный комиссариат продовольствия РСФСР на 1922 год определил продналог для Крыма в размере 1,2 миллиона пудов, а также запретил засеивать поля до его внесения. Такой приказ вызвал непонимание со стороны Наркомпрода Крыма. До осени 1921 года действовал запрет на товарообмен и свободное перемещение по полуострову.
Положение усугубляла и конфискация 1134 имений, на месте которых были созданы совхозы. Фактически это привело к лишению земли бывших батраков-арендаторов, составлявших в Крыму к тому 40 % всех крестьян, остававшихся теперь безземельными. Крымревком также реквизировал 40 тысяч вёдер вина и начал вырубку виноградников. Политика продразвёрстки в целом привела к тому, что значительно сократилась площадь полей с зерновыми культурами.
Газета «Красный Крым» от 14 мая 1921 года писала: «Разумеется, будем надеяться, что крымскому пролетариату не надо будет привыкать к голодовке. Новые мероприятия Советской власти в области продовольствия, безусловно, облегчат положение и необходимо лишь некоторое спокойствие… Мы должны полагать, что худшее время проходит, что мы вступили в самый последний период недоедания и за ним наступит период безусловного улучшения быта рабочих».
Урожай 1919 года был удачный, однако к лету 1920 года крымские газеты начали писать о засухе в отдельных районах полуострова. 1921 год также выдался засушливым, а в 1922 году фиксировалось нашествие саранчи и проливные дожди.

## Масштабы голода
Первые признаки голода на полуострове появились в августе 1921 года, а к сентябрю-октябрю он начинает ощущаться всеми жителями Крыма. Проживавший в Алуште писатель Иван Шмелёв отмечал: «День ото дня страшнее — и теперь горсть пшеницы дороже человека». Первыми наступление голода почувствовала цыганская беднота. Следующими пострадавшими оказались крестьяне из числа крымских татар, проживавших на Южном берегу. Они специализировались на виноградарстве, садоводстве и табаке, почти не занимались производством зерновых и сильно зависели от свободного товарообмена сельхозпродукции, который практически рухнул. Первые случае голодных смертей начали фиксировать в ноябре. Всего за ноябрь-декабрь погибло около 1500 человек. Власти считали причиной голода изолированный образ жизни горных поселений и не предпринимали должных мер.
Параллельно с этим, осенью 1921 года в Крыму пошла кампания по сбору помощи для голодающих Поволжья. Постановлением Крымревкома от 9 сентября 1921 года был создан Крымский комитет помощи голодающим Поволжья. Для голодающих собиралось продовольствие и отдавалась часть налогов. Руководство в Москве настаивало на организации в Крыму пунктов приёма поволжских голодающих.

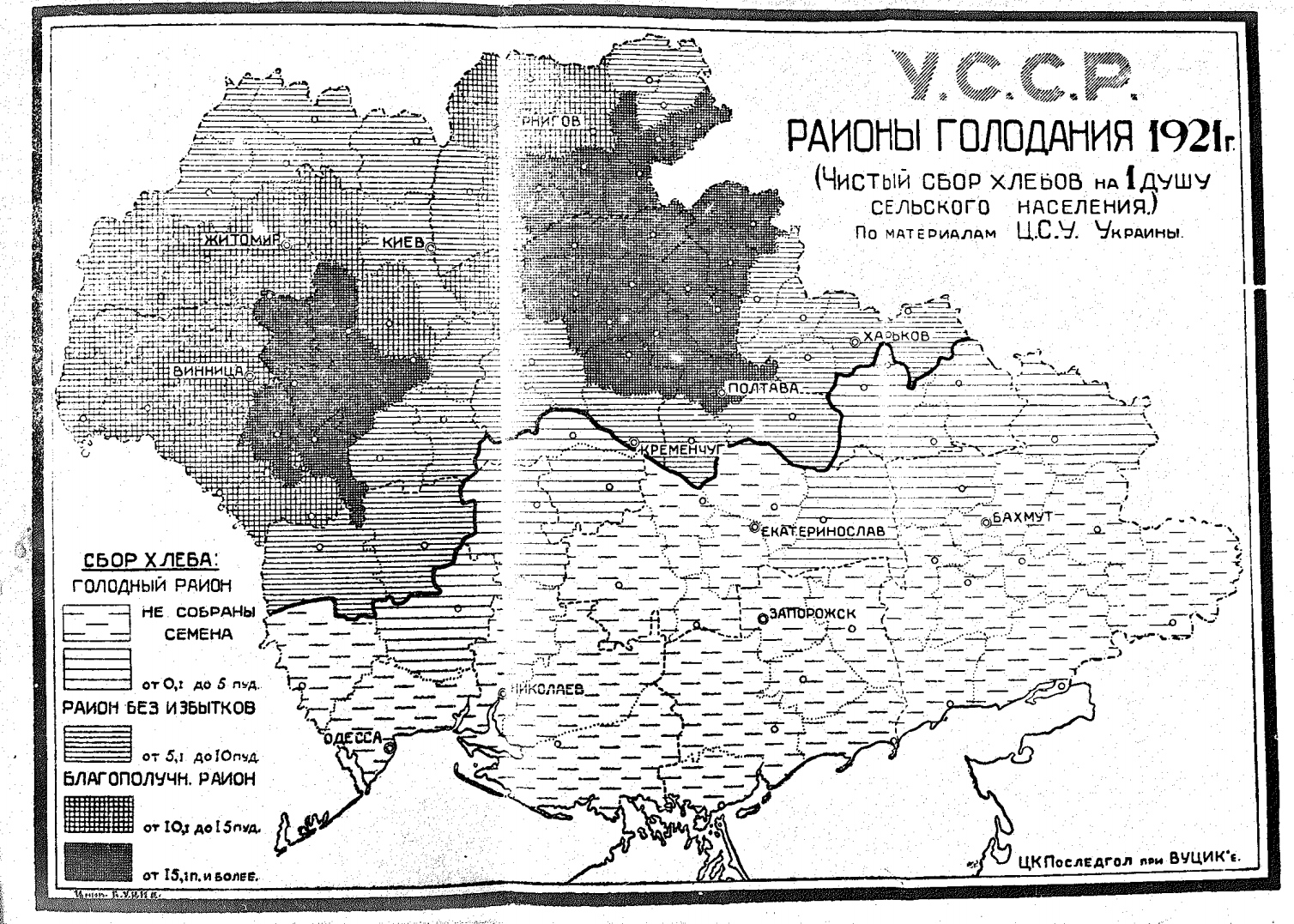
В бывших северных уездах Таврической губернии, по новому административному делению отошедших к УССР, также уже к 1921 году разразился голод

4 января 1922 года Севастопольский, Ялтинский и Джанкойский округа были признаны неурожайными. 16 февраля 1922 года на заседании президиума Всероссийского центрального исполнительного комитета территория полуострова была отнесена к числу регионов, признанных голодающими. Решение было принято даже несмотря на то, что к тому моменту уже действовало негласное решение Политбюро ЦК РКП(б) о прекращении приёма любых заявлений о признании территорий голодающими. Уполномоченный КрымЦКПомгола в Москве К. Е. Сорин отмечал: «Я сразу же натолкнулся на целый ряд препятствий со стороны Госплана, ЦСУ, Наркомпрода, Наркомзема, которые каждый в отдельности, имели весьма разноречивые сведения о положении в Крыму».
Пик голода пришёлся на 1922 год. Согласно докладной записки от 13 марта 1922 года ежедневная смертность достигала 25 человек. В январе 1922 года погибло от голода 8 тысяч человек. В феврале 1922 года голодало 302 тысячи и погибло 14 413 (+4,7 %), в марте голодало 397 тысяч и погибло 19 902 человека (+2,8 %), в апреле голодающими считалось 377 тысяч и погибло 12 753 человека (+3,4 %). Таким образом голодало порядка 53 % населения Крыма. В мае голодающими были 360 до 500 тысяч человек.
В марте 1922 года Бахчисарае голодало 1793 ребёнка в возрасте до 3 лет, 3270 детей в возрасте от 3 до 14 лет, а также взрослого население в количестве 38 584. В Евпатории содержалось в детских приютах 2336 ребёнка, а в округе было зарегистрировано 26 тысяч голодающих.
В январе 1922 года крымское руководство известило центр о нахождении в Крыму около 50 тысяч неместного населения из числа русских и украинцев, 10 тысяч подданных Турции, 25 тысяч греков, 3 тысяч армян, австро-венгерских военнопленных, а также представителей других национальностей. Предлагалось вывезти из Крыма 5 тысяч турок и 10 тысяч греков, а также направить от 5 до 10 тысяч детей в Турцию с условием возвращения.
На VI областной конференции РКП(б) в марте 1922 года секретарь Крымского обкома Юрий Гавен так охарактеризовал масштабы голода на полуострове: «Голод здесь проявился в очень резких формах, он не уступает голоду в Поволжье. Но он не так бросается в глаза, как бросается голод в Поволжье. Это происходит в связи с некоторыми специфическими крымскими условиями, главным образом из-за национально-бытовых особенностей. Крымские татары так связаны со своим селом, что даже голод не может выгнать их оттуда. И они умирают в своих селах… голод труднее всего сказался на татарском населении… около 70 % всего числа голодающих татары».
Ситуация к апрелю 1922 года в ряде крымскотатарских населённых пунктов по данным властей описывалась так: «Население Эльбузлы осенью 1921 года состояло из 760 человек, теперь осталось 400 человек, все остальные умерли от голода. Село Большой Таракташ. В октябре 1921 года население было более 2000 человек. С ноября 1921 года по 1 апреля 1922 года умерли от голода более 800 человек. С января 1922 года смертность доходит до 15 человек в день. Село Малый Таракташ. В октябре 1921 года было 1867 человек, до 1 апреля осталось 1152, умерли от голода 715 человек (из них 299 детей). Село Токлук. Умерли от голода по 1 апреля 1922 года 256 человек — наибольшее количество умерло в марте сего года. В Токлуке был раз случай, когда вырыли труп человека из могилы, чтобы съесть. В Козах осенью 1921 года было 1092 человека, по 1 апреля сего года умерли от голода 346 человек. Смертность особенно возросла в марте, с 12 марта по 1 апреля сего года за 19 суток умерли от голода 1025 человек. Зафиксировано 3 случая людоедства».
В телеграмме председателя ЦИК Крыма Юрия Гавена и председателя татарской беспартийной конференции Османа Дерен-Айерлы от 12 мая 1922 года к Совету Народных Комиссаров Азербайджанской ССР указывалось, что на полуострове голодает порядка 400 тысяч человек (более 60 % всего населения), а погибшими числятся 75 тысяч человек (из которых 50 тысяч крымских татар). Таким образом погибла 1/5 часть всего крымскотатарского населения на полуострове.
Происходящее с крымскими татарами оценивалось одним из представителей наркомата по делам национальностей как «гибель целой нации». Особенно голод ощущался на юге Крыма, где проживало в основном крымскотатарское население. Весной 1921 года крымскотатарские делегатки на Областной конференции женщин Востока говорили о том, что дети в крымскотатарских сёлах «мрут, как мухи».
К августу 1922 года погибшими считалось уже 86 тысяч человек. Наиболее пострадавшими числились Евпаторийский, Судакский, Карасубазарский, Коккозский, Бахчисарайский и Балаклавский районы, где практически всё население было охвачено голодом.
Осенью 1922 года голод вновь возобновился. В ноябре 1922 года голодало 90 тысяч человек, а в декабре — 150 тысяч человек. К тому моменту Крым оставался единственным голодающим советским регионом. Окончательно голод удалось преодолеть к лету 1923 года. Количество смертей на 100 человек на полуострове по данным отдела статистики потребления Центрального статистического управления составляло в 1919/20 годах — 1,8 смертей, 1920/21 — 3,9, 1921/22 — 12,25.

## Жизнь во время голода

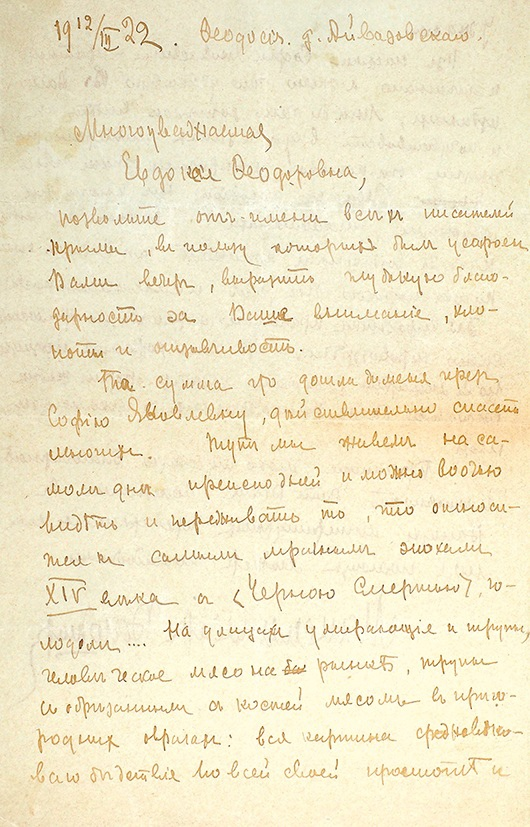
Первый лист письма М. А. Волошина к Е. Ф. Никитиной о голоде в Крыму от 12 марта 1922 года
«Тут мы живем на самом дне преисподней и можно воочию видеть и переживать то, что относится к самым мрачным эпохам XIV века и „Черною Смертию“ голодали… На улицах умирающие и трупы, человеческое мясо на рынках, трупы с обрезанным с костей мясом в пригородных оврагах: вся картина средневекового бедствия во всей своей простоте и ужасе.»

На фоне голода фиксировались случаи грабежей, убийств, каннибализма, мошенничества и бандитизма. Вследствие плохой санитарно-эпидемиологической обстановки началась вспышка тифа и холеры. В пищу шла суррогаты из мякины и макухи. Потреблялись изделия из волчьей и овечий кожи, отбросы с кожевенных заводов. Забивали собак и кошек. Употребляли падаль.
Будущий биохимик Вацлав Кретович, учившийся во время трагедии в одной из школ Ялты, так вспоминал происходящее: «Это были годы страшного голода в Крыму — даже были случаи людоедства. Я помню, что в местной газете было сообщение о том, что в Симферополе был установлен факт торговли пирожками из человеческого мяса. Я своими глазами видел, как женщина ела сырое мясо дельфина. Люди умирали от голода прямо на улицах. Когда я шёл утром в школу, то встречал телегу, в которой везли трупы людей, умерших от голода прямо на улице. Их везли на братское кладбище».
Больницы были переполнены голодающими, умиравшими от истощения. Участились случаи самоубийств. Отмечалось бездействие милиции, которая отказывалась убирать трупы с севастопольского рынка. Люди старались выменять продукты на любое имущество и золото. Помощь своим знакомым оказывал поэт и художник Максимилиан Волошин, сам страдающий от артрита. Его мать Елена Оттобальдовна выменивала в Коктебеле мясо кошек, собак и орлов за присылаемые сыном фасоль, муку и сахар.
Мария Квашнина-Самарина описывала происходящее на полуострове следующим образом: «Вокруг был страшный голод. Татары ели кошек, собак и даже трупы людей. Мы питались лебедой и луком нашего сада… Как-то ко мне подошла маленькая девочка — дочка нашей санитарки — и сказала с восторгом: „Сестрица, какую вкусную человечину я ела!“. Однажды ко мне прибежала наша татарка Айша и спросила, не хочу ли я посмотреть на женщину, которую расстреливали за людоедство, но она спаслась тем, что упала, притворившись мертвой: она была ранена только в руку. Вид этой татарки производил ужасное впечатление: это был скелет с зверским выражением, с горящими злобой глазами».
В сводках ЧК от 3 марта 1922 года упоминается случай, когда семья цыган зарезала четырёх детей сварила из них суп. Подобный случай был зафиксирован в Карасубазаре, где мать зарезала своего 6-летнего ребёнка и съела вместе с 12-летней дочкой. Происходящее в Карасубазаре и окрестностях в докладных записках представители власти представляли так: «на улицах и в домах трупов умерших от голода не убирают по несколько дней, случаи людоедства стали обычным явлением и были факты ловли детей и пропажи их».
Член секции Помгола И. Крамник приводил следующее описание происходящего в Симферополе: «цыганская слободка, населенная цыганами, почти вся вымерла. Жутко ходить по безлюдным улицам. Масса голодных детей бродит по городу и подбирает отбросы; заунывно-умоляющее „дядя, дай хлебца“ не умолкает ни на минуту. Население привыкло к картинам голода. На базаре в Симферополе умирает молодой татарин, его предсмертный крик теряется в возгласах торговцев и покупателей, безразлично отворачивающихся от умирающего».
К. Е. Сорин в «Правде» от 18 февраля 1922 года сравнивал происходящее в Крыму с голодом на Поволжье. Цена фунта хлеба в Алупке, по его данным, доходила до 160 тысяч рублей. Жители сёл уходили в города. Вдоль дорог валялись трупы.

## Борьба с голодом

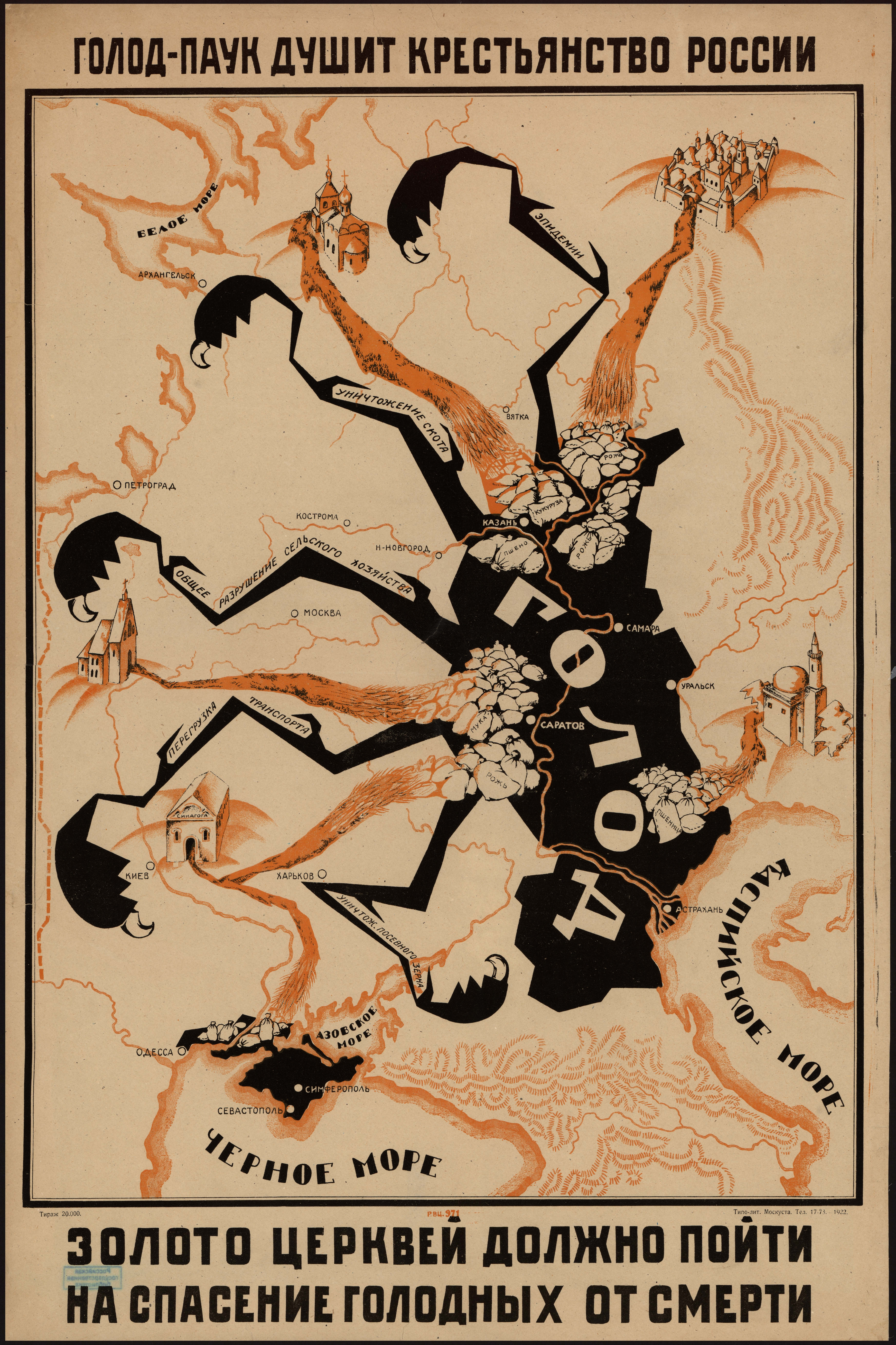
Крым на пропагандистском плакате Дмитрия Моора 1922 года

Для борьбы с бедствием по инициативе Президиума Крымского центрального исполнительного комитета 1 декабря 1921 года была создана Центральная республиканская комиссия помощи голодающим — Крым ЦК Помгол (с 19 октября 1922 по 16 августа 1923 — комиссия по борьбе с последствиями голода — Последгол). Первым председателем комиссии стал секретарь Областкома РКП(б) А. И. Азраилович. С февраля комиссией руководил Юрий Гавен с заместителями Б. С. Шведовым и М. А. Червоным. В состав комиссии также входили Бекир Чобан-заде, С. М. Меметов и Вели Ибраимов.
Помгол долго не мог справиться с обеспечение существования людей хотя бы полуголодном состоянии. Помощь голодающим оказывалась лучше в городах, чем сёлах, где жители были «оставлены абсолютно на произвол судьбы». Результаты деятельности крымского Помгола стали заметными только к апрелю 1922 года.
Для уменьшения масштабов бедствия были введены дополнительные налоги. Одним из них стал чрезвычайный ежемесячный налог для всех хозрасчётных торговых и промышленных предприятий и развлекательные учреждения, 1 % сбор со всех торговых операций Крымсоюза, 3 % сбор с продажи импортных товаров, налог на стоимость проезда в трамваях, поездах и автомобилях, налог на почтовые отправления.
Занимался Крымский Помгол и восстановлением сельского хозяйства. На общественные работы с февраля 1922 по май 1923 год было выделено его участникам 971 тысячи пудов хлебопродуктов.
К 1 июля 1922 года 145 тысяч взрослых жителей полуострова получали помощь в советских столовых и 95 тысяч — в иностранных. КрымПомгол развил сеть столовых (питпунктов), организовывал детские приюты и распространял хлеб по низким центам. В июле 1922 года Помгол кормил 51 % голодающих полуострова. За 1922 год было выделено 1,4 млн пайков, включая 408 тысяч взрослых и 107 тысяч детских. За январь-февраль 1923 года было роздано 138 тысяч детских и 22 тысячи взрослых пайков. В Бахчисарае к марту 1922 года Помгол открыл 17 питательных пунктов и два эвакопукнта. С января по сентябрь 1922 года в Крым поступило 318 тысяч пудов хлеба. Основную помощь оказывал Азербайджан, Грузия и Московская губерния. Помощь также поступала и из областей РСФСР и Украины.

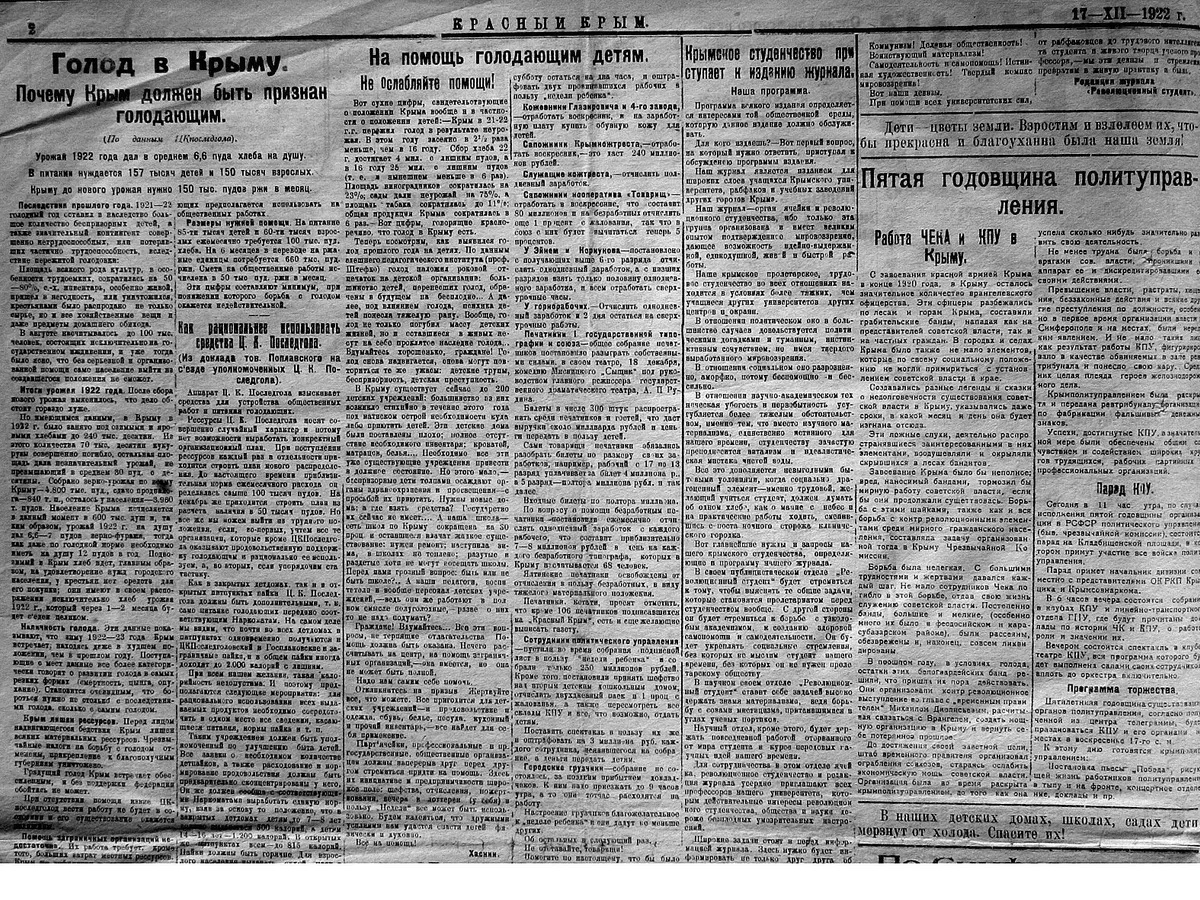
Газета «Красный Крым» от 17 декабря 1922 со статьями о голоде в Крыму

Увиденное в детском приюте на улице Пушкина в Симферополе в 1922 году так описывала комиссия Народного комиссариата рабоче-крестьянской инспекции: «Вход со двора ведёт в сени, покрытые грязными лужами… Отсюда двери ведут в отделение для слабых и больных, где обнаружены на топчане под грязным тряпьем 2 детских трупа, лежавшие рядом с живыми детьми, — умерли они сегодня утром от истощения. Всех детей 402. Расположены они очень тесно, вповалку. Из заболеваний здесь преобладают тиф, скарлатина, корь… Персонал работает в ужасающих условиях, как они говорят, за полфунта хлеба… Все осмотренные учреждения представляют неописуемую, тяжёлую картину одного сплошного ужаса».
Отдельно верхушка коммунистической партии заботилась о питании государственных и партийных деятелей. Секретным постановлением от 21 декабря 1922 года секретаря ЦК РКП(б) Валериана Куйбышева предписывалось «предложить Крымобкому использовать переводимые кредиты для взаимопомощи в первую очередь для удовлетворения нужд коммунистов голодающих районов. Предложить ЦК Последгола выяснить вопрос о возможности оказания помощи коммунистам голодающих районов Крыма и в случае необходимости перевести для этой цели Последголу Крыма соответствующие средства». До этого на нужды коммунистов отпускался 1 % всего имеющегося фонда. В феврале 1923 года Президиум КрымЦКПомгола оказал коммунистам помощь в размере 300 тысяч рублей и 10 тысяч пудов хлеба.
Одновременно с этим проводилось изъятие религиозного имущества. На эти средства в мае 1922 года была организована детская трудовая колония из 200 человек. Имущество из дворцов и вилл Южного берега Крыма, включая ценности и произведения искусства, было реализовано Крымским Помголом на внутренних и внешних рынках за 8,9 золотых довоенных рублей и 17 тысяч турецких лир.
Крымский Помгол действовал в координации с военным, морским ведомством, Кырмсоюзом и общественными организациями. Добровольные пожертвования с декабря 1921 по апрель 1922 года составили 3,4 млрд рублей, из которых 2 млрд были направлены центром. Пожертвования в основном шли от профсоюзов. Церковная община Симферополя (церковь Скорбящей матери) сдала в пользу голодающих 4 миллиона рублей, 19 фунтов серебра и 35 золотников.
В сводке ЧК от 17 марта 1922 года отмечалось, что не голодающее население совершенно безразлично к страдающему населению. Отчислений рабочих, служащих и красноармейцев было не достаточно для смягчения последствий голода. Фиксировались случае кражи детских пайков персоналом больниц, который получал значительно меньшую помощь.

## Международная помощь
Первая иностранная помощь поступила в Крым начале мае 1922 года. Тогда на полуостров попало 3 тысячи пудов продовольствия от Итальянского и Нидерландского Красных Крестов. Международная помощь голодающим Крыма оказывалась через Американскую администрацию помощи, Международный комитет рабочей помощи голодающим в Советской России (Межрабпомогол), международное общество «Верельф», еврейский «Джойнт», миссию Фритьофа Нансена, Папу Римского, обществ голландского, итальянского и турецкого Полумесяца, американских квакеров, немецких меннонитов, иностранных крымскотатарских и исламских благотворительных обществ.
Общины крымских татар, караимов и евреев с разрешения КрымЦКПомгола производили закупки и получали продовольствие от благотворительных организаций Константинополя. Крымский филиал «Союза южнорусских колонистов и граждан германской расы» принимал помощь для пострадавших из Германии.

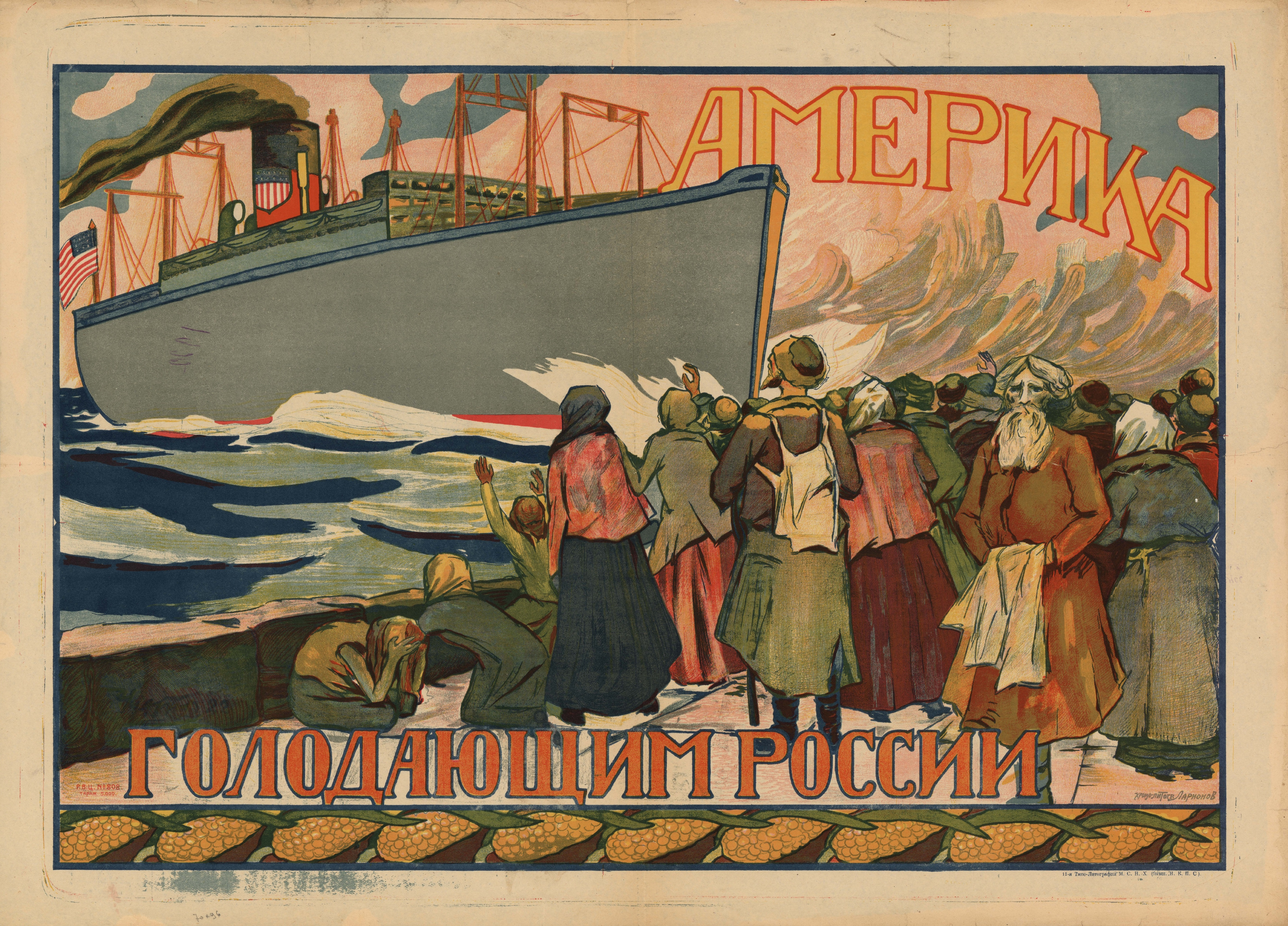
Америка голодающим России, плакат, 1922 год, Москва: 11-я типолитография МСНХ

Немецкое население Крыма не дожидаясь помощи от властей начало формировать общественные организации. В Джанкое работало «Общество Взаимопомощи немцам». При этом крымское руководство всячески препятствовало таким организациям. В декабре 1921 года в ЦИК Крымской АССР была направлено заявление с просьбой дать разрешение на предоставление немцам Крыма помощи от «Черноморского общества помощи колонистам» в Берлине, утверждая они готовы «прокормить немецких колонистов и таким образом освободить правительство от этой работы». В итоге активное противодействие советских властей не позволило оказывать подобную помощь.
1 февраля 1922 года Юрий Гавен обратился в ВЦИК с предложением заключить соглашение с Американской администрацией помощи (АРА) об открытии на территории полуострова её отделений. Тем не менее из-за политических причин советское руководство вначале запрещало открытие таких пунктов. В своём дневнике 2 апреля 1922 года сотрудник АРА Фрэнк Голдер писал, что хотя о наличие голода в Крыму известно, однако к АРА никаких просьб не направлялось. Ещё 28 февраля 1922 года в Феодосию прибыл американский корабль с продовольствием, но его содержимое было предназначено для голодающих Поволжья.

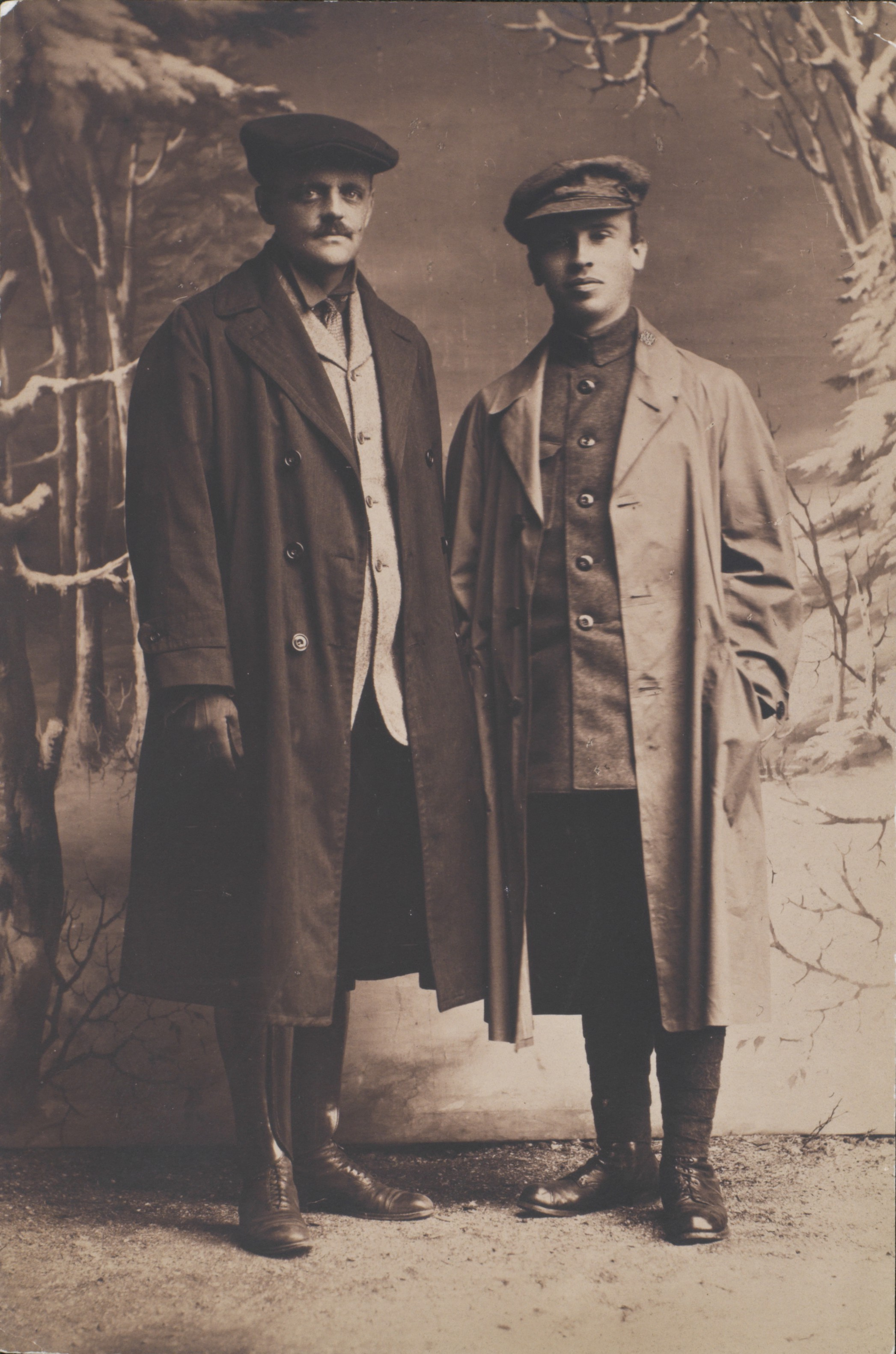
Члены папской миссии, американские иезуиты Луи Дж. Галлахер (слева) и Эдмунд А. Уолш в 1923 году

Деятельность АРА в Крыму началась в мае 1922 года. Директором Крымской АРА стал Трейси Коул, а затем — Эдвард Фокс. В начале крымский штат организации включал 225 человек, из которых только трое были гражданами США. Распределение американской помощи началось 1 июня 1922 года. Основным видом продовольствия, которую привозили американцы, была кукуруза. К 1 сентября 1922 года Американскую администрацию помощи кормила в Крыму 117 тысяч взрослых, 42 тысячи детей и 3 тысячи больных.
Второй по масштабу иностранной помощи была Католическая миссия Ватикана, направленная Папой Римским Пием XI, пожертвовавшем на эти нужны 400 тысяч долларов. Руководили миссией 12 монахов-иезуитов во главе с Эдмундом Уолшем.
Деятельность Комитета Нансена в Крыму стартовала в июне 1922 года и управлялась из Харькова, где её возглавил Видкун Квислинг. Во время первой инспекционной поездке по полуострову Квислинг раздал голодающим 5 тысяч пудов бобов от Красного Креста Нидерландов.
В 1922 году в Анкару для поиска помощи Крыму направились Асан Айвазов и Мамут Недим, встретившиеся там с Мустафой Ататюрком, принявшем участие в помощи голодающим. По решению турецких властей был создан комитет помощи голодающим Крыма. Турецкие губернаторы организовали комитеты по сбору пожертвований на местах. 2 тысячи татарских детей были вывезены первоначально на Закавказье, а затем нашли приют в турецких городах Самсун и Трабзон, где помощь им оказывало местное общество Красного Полумесяца.

## Последствия

### Демографические
Голод в Крыму длился дольше, чем в других регионах СССР. Общее количество погибших от голода оценивается в 100 тысяч человек, что составляет около 15 % населения полуострова к 1921 году. На XII областной партийной конференции, прошедшей в 1927 году председатель ЦИК Крыма Велли Ибраимов говорил о 76 тысяч крымских татар погибших в ходе голода.
Население Крыма в период с 1921 по 1923 год сократилось с 719 тысяч до 569 тысяч. В Карасубазаре численность населения уменьшилась на 48 %, в Старом Крыму — на 40,8 %, в Феодосии — на 35,7 %, в Судакском районе — на 36 %.
Количество детей сократилось на 35 %. В 1921 году детей до 16 лет было 343 тысячи, а в 1923 году их было уже 224 тысячи. На иждивении государства к июню 1923 года пребывало 150 тысяч детей и 12 тысяч взрослых. Численность сирот и беспризорных оценивалась в 25 тысяч, инвалидов и нуждающихся — 17 тысяч, безработных — 15 тысяч.
Минимальный норма питания для работающих в размере 3500 калорий в день восстановилась в среднем по полуострову только к февралю 1923 года, при том что за год до этого рабочие получали 1786 калорий.

### Хозяйственные
Голод нанес значительные разрушения сельскому хозяйству региона. Площади под зерновые сократились с 625 тысяч гектар в 1922 году до 224 гектар к следующем году. Виноградники уменьшились с 17,4 тысяч гектар до 15,9 гектар с 1921 по 1923 год. Поголовье скота уменьшилось почти вдвое с 317 тысяч голов в 1921 году до 145 тысяч голов в 1923 году.
Уменьшился и валовый сбор с одной десятины. В 1916 году в садах собирали 3,2 миллиона пудов, в 1921 году — 420 тысяч, а в 1922 году — 300 тысяч пудов.

## В культуре
Хлеб от земли, а голод от людей:

Засеяли расстрелянными — всходы

Могильными крестами проросли:

Земля иных побегов не взрастила.

Снедь прятали, скупали, отымали,

Налоги брали хлебом, отбирали

Домашний скот, посевное зерно:

Крестьяне сеять выезжали ночью.
В Крыму не существует ни одного памятника, посвящённого жертвам крымского голода.
Теме крымского голода посвящена эпопея Ивана Шмелёва «Солнце мёртвых». Затрагивается она и в рассказе Сергей Сергеева-Ценского «В грозу».
Крымский голод 1921—1923 годов описывали крымскотатарские писатели Асан Айвазов (рассказ «Мамочка, где ты?! Приди!»), Умер Ипчи (рассказ «Базар в лужах»), Абляким Ильмий (рассказ «Воспоминания о голоде. Из дневника Сюндюс»).
Стихотворение о событиях в Крыму под названием «Голод» написал 13 января 1923 года в Коктебеле Максимилиан Волошин.
Художник Николай Самокиш стал автором картины «Голод в Крыму» (1923).